# アンデル・エレーラ
アンデル・エレーラ・アグエラ（Ander Herrera Agüera, 1989年8月14日 - ）は、スペイン・ビルバオ出身のサッカー選手。アルゼンチン・プリメーラ・ディビシオン・ボカ・ジュニアーズ所属。元スペイン代表。ポジションはミッドフィルダー。

## クラブ経歴

### レアル・サラゴサ
バスク自治州のビルバオに生まれたが、レアル・サラゴサの下部組織で育った。2008-09シーズン、レアル・サラゴサBで頭角を現すと、セグンダ・ディビシオン（2部）に属していたトップチームで初出場を飾り、19試合に出場してプリメーラ・ディビシオン（1部）復帰を果たした。2009年8月29日、2009-10シーズン開幕戦のCDテネリフェ戦(1-0)でプリメーラ・ディビシオン初出場を記録すると、主にトップ下や両サイドハーフとして30試合に出場し、12月6日のRCDマジョルカ戦(1-4)で初得点を挙げた。2010年5月9日のヘレスCD戦(2-3)でも得点し、14位での残留に貢献した。2010-11シーズンはホセ・アウレリオ・ガイ監督がシーズン途中に解任されてハビエル・アギーレ監督が就任したが、どちらの監督にもレギュラーとして起用され、2009-10シーズンと同じ30試合出場2得点の成績を残した。2011年2月7日、アスレティック・ビルバオとシーズン終了後に5年契約を交わすことが内定した。

### アスレティック・ビルバオ
2011年7月1日、アスレティック・ビルバオと正式に契約し、生まれ故郷に戻った。

### マンチェスター・ユナイテッドFC
2014年6月27日、ビルバオはエレーラが自身の契約解除金3600万ユーロを支払い、マンチェスター・ユナイテッドFCへ移籍することが発表された。契約は4年と1年のオプション付き。

#### 2014-15シーズン
プレミアリーグ第4節、QPR戦で自身のプレミアリーグ初ゴールを記録。第5節のレスター戦ではヒールキックから自身のプレミアリーグ2ゴール目を記録した。第26節のスウォンジー戦でもゴールを記録。第31節のアストン・ヴィラ戦では2ゴールを記録し、その試合のマンオブザマッチに選ばれた。第37節のアーセナル戦ではボレーシュートをゴールを決めた。2015年1月4日、FAカップ3回戦、ヨーヴィル・タウン戦では振り向きざまにシュートを放って自身のFAカップ初ゴールを記録。同大会5回戦のプレストン・ノースエンド戦では同点ゴールを記録し、チームを勝利に導いた。チームの月間MVPに2月と4月の計2回選ばれた。

#### 2015-16シーズン
UEFAチャンピオンズリーグ予選のクラブ・ブルッヘ戦で1ゴール1アシストを記録した。プレミアリーグ第5節、リヴァプールFC戦ではペナルティーキックを決め2015-16シーズンプレミアリーグ初ゴールを記録した。第9節の対エヴァートンFC戦ではマルコス・ロホからのアーリークロスをヘディングで決めてシーズン3ゴール目を記録した。

#### 2016-17シーズン
2017年4月15日、第33節のチェルシーFC戦では1得点1アシストの活躍で、首位のチームから勝利をあげた。5月17日、マンチェスター・ユナイテッドの年間アワード授賞式で、ファンが選ぶ年間最優秀選手賞に選出された。ヨーロッパリーグ決勝のアヤックス戦ではMVPに選ばれる活躍を見せ、チームの優勝に貢献した。

### パリ・サンジェルマン
2019年7月4日、パリ・サンジェルマンFCと5年契約を締結、2月15日のアミアンSC戦で移籍後初ゴールを決めた。移籍初年度は3冠を達成した。

### ビルバオへの復帰
2022年8月27日、2022-23シーズン終了時まで古巣のアスレティック・ビルバオへレンタル移籍で復帰した。2023年1月31日、買い取りオプションを行使し、1年半契約を結んだ。

## 代表経歴

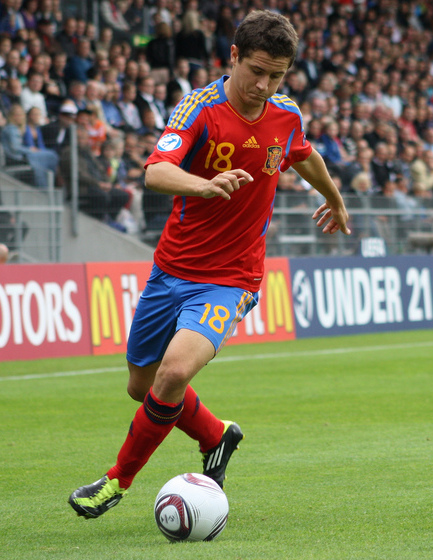
U-21 スペイン代表でプレイするエレーラ（2011年）

2011年6月、デンマークで開催されたUEFA U-21欧州選手権に出場した。ルイス・ミージャ監督によってレギュラーに起用され、グループリーグ初戦のU-21イングランド代表戦(1-1)ではハンドの反則があったではないかとの疑惑の残る得点を決めた。決勝のU-21スイス代表戦(2-0)では41分にディダク・ビラのクロスにヘディングで合わせて先制点を決め、優勝に貢献した

## 個人成績
| クラブ                       | シーズン | リーグ         | リーグ戦 | リーグ戦 | カップ戦 | カップ戦 | リーグ杯 | リーグ杯 | 国際大会 | 国際大会 | その他 | その他 | 合計 | 合計 |
| クラブ                       | シーズン | リーグ         | 出場     | 得点     | 出場     | 得点     | 出場     | 得点     | 出場     | 得点     | 出場   | 得点   | 出場 | 得点 |
| ---------------------------- | -------- | -------------- | -------- | -------- | -------- | -------- | -------- | -------- | -------- | -------- | ------ | ------ | ---- | ---- |
| レアル・サラゴサ             | 2008-09  | セグンダ       | 19       | 2        | 0        | 0        | -        | -        | -        | -        | 0      | 0      | 19   | 2    |
| レアル・サラゴサ             | 2009-10  | プリメーラ     | 30       | 2        | 2        | 0        | -        | -        | -        | -        | 0      | 0      | 32   | 2    |
| レアル・サラゴサ             | 2010-11  | プリメーラ     | 33       | 2        | 2        | 0        | -        | -        | -        | -        | 0      | 0      | 35   | 2    |
| レアル・サラゴサ             | 通算     | 通算           | 82       | 6        | 4        | 0        | -        | -        | -        | -        | 0      | 0      | 86   | 8    |
| アスレティック・ビルバオ     | 2011-12  | プリメーラ     | 32       | 1        | 9        | 2        | -        | -        | 13       | 1        | 0      | 0      | 54   | 4    |
| アスレティック・ビルバオ     | 2012-13  | プリメーラ     | 29       | 1        | 2        | 0        | -        | -        | 4        | 1        | 0      | 0      | 35   | 2    |
| アスレティック・ビルバオ     | 2013-14  | プリメーラ     | 33       | 5        | 6        | 0        | -        | -        | -        | -        | 0      | 0      | 39   | 5    |
| アスレティック・ビルバオ     | 通算     | 通算           | 94       | 7        | 17       | 2        | -        | -        | 17       | 2        | 0      | 0      | 128  | 11   |
| マンチェスター・ユナイテッド | 2014-15  | プレミアリーグ | 26       | 6        | 5        | 2        | 0        | 0        | -        | -        | 0      | 0      | 31   | 8    |
| マンチェスター・ユナイテッド | 2015-16  | プレミアリーグ | 27       | 3        | 6        | 0        | 1        | 0        | 7        | 2        | 0      | 0      | 41   | 5    |
| マンチェスター・ユナイテッド | 2016-17  | プレミアリーグ | 31       | 1        | 3        | 0        | 6        | 1        | 9        | 0        | 1      | 0      | 50   | 2    |
| マンチェスター・ユナイテッド | 2017-18  | プレミアリーグ | 26       | 0        | 4        | 2        | 2        | 0        | 6        | 0        | 1      | 0      | 39   | 2    |
| マンチェスター・ユナイテッド | 2018-19  | プレミアリーグ | 22       | 2        | 3        | 1        | 1        | 0        | 2        | 0        | 0      | 0      | 28   | 3    |
| マンチェスター・ユナイテッド | 通算     | 通算           | 132      | 12       | 21       | 5        | 10       | 1        | 24       | 2        | 2      | 0      | 189  | 20   |
| PSG                          | 2019-20  | リーグ・アン   | 8        | 1        | 4        | 0        | 3        | 0        | 6        | 0        | 1      | 0      | 22   | 1    |
| PSG                          | 2020-21  | リーグ・アン   | 31       | 1        | 3        | 0        | -        | -        | 10       | 0        | 1      | 0      | 45   | 1    |
| PSG                          | 通算     | 通算           | 39       | 2        | 7        | 0        | 3        | 0        | 16       | 0        | 2      | 0      | 67   | 2    |
| 総通算                       | 総通算   | 総通算         | 347      | 27       | 49       | 7        | 13       | 1        | 57       | 4        | 4      | 0      | 470  | 39   |

## タイトル

### クラブ
マンチェスター・ユナイテッド
- FAカップ：1回 (2015-16)
- FAコミュニティ・シールド：1回 (2016)
- フットボールリーグカップ：1回 (2016-17)
- UEFAヨーロッパリーグ：1回 (2016-17)

パリ・サンジェルマン
- リーグ・アン：1回（2019-20）
- トロフェ・デ・シャンピオン：1回 (2019)
- クープ・ドゥ・フランス 2019-20
- クープ・ドゥ・ラ・リーグ 2019-20

## スペイン代表歴

### 出場大会
- U-21スペイン代表
  - UEFA U-21欧州選手権（2011年）
- U-23スペイン代表
  - ロンドンオリンピック (2012年)

### 試合数
| スペイン代表 | 国際Aマッチ | 国際Aマッチ |
| 年           | 出場        | 得点        |
| ------------ | ----------- | ----------- |
| 2016         | 1           | 0           |
| 2017         | 1           | 0           |
| 通算         | 2           | 0           |